# Stefan Šćepović
Stefano Šćepović (Belgrád, 1990. január 10. –) szerb válogatott labdarúgó, az AÉ Lemeszú játékosa.

## Pályafutása

### Klubcsapatban
Šćepović 2007-ben kezdte pályafutását az OFK Beogradban. Többször is kölcsönadták más szerb csapatoknak, majd 2010 januárjában az olasz élvonalbeli Sampdoriához került. A genovai klubnak vásárlási opciója is volt Šćepovićra, aki csak két bajnokin lépett pályára a csapat színeiben. A következő idény előtt a belga Club Brugge szerződtette.
A belga klubnál sem tudott alapemberré válni, 2011 januárjában pedig kölcsönadták a KV Kortrijknak.
2012. június 8-án Šćepović aláírt a Partizan Belgrádhoz, akikkel szerepelt a 2012–2013-as Európa-liga csoportkörében. Ugyanezen a napon vette feleségül barátnőjét, Jovana Šćepovićot.
2013 júliusában Šćepović egy hároméves kölcsönszerződést írt alá a Sporting de Gijónnal, amelyben végleges vásárlási opció is szerepelt. Szeptemberben ő lett az első olyan játékos a klub történetében, aki öt egymást követő bajnokin is gólt tudott szerezni. Ebben a hónapban a spanyol másodosztályban a hónap játékosának is megválasztották. 2014 januárjában Šćepovićot a spanyol Marca sortnapilap a szezon első felének legjobb játékosának választotta a Segunda Divisiónban, valamint beválasztották a 2013-14-es szezon álomcsapatába.
2014. február 6-án Šćepovićot a Sporting végleg megvásárolta egymillió euróért,  a szerb csatár pedig 2018 nyaráig írta alá szerződését. A klubban 39 mérkőzésen 22 gólt ért el.
2014. szeptember 2-án négy évre szóló szerződést írt alá a skót Celtichez, a glasgowi csapat pedig 2 300 000 eurót fizetett érte. Tizenegy nappal később kezdőként debütált az Aberdeen elleni  2-1-es győzelem alkalmával a Celtic Parkban.
Október 23-án megszerezte első gólját az Európa-ligában, három nappal később pedig a bajnokságban is eredményes volt a Kilmarnock elleni 2-0-s bajnokin. A mérkőzés második találatát az ellene elkövetett szabálytalanságot követően szerezte szabadrúgásból John Guidetti.
2015. március 15-én a kispadról nézte végig csapata Dundee United elleni győzelmét a Skót Ligakupa döntőjében a Hampden parkban. A szezon végén bajnoki címet szerzett a Celticcel.
2015. augusztus 31-én kölcsönbe a Getaféhoz került. 2016. június 28-án végleg aláírt a madridi csapathoz, annak ellenére, hogy az kiesett a spanyol élvonalból.
2017. július 12-én Šćepović visszatért a Sporting Gijónba, miután egy évre kölcsönadta őt a Getafe volt klubjának.
2018. január 31-én a Videoton szerződtette, ahol testvére, Marko is a csapattársa lett.
A 2017-2018-as idény tavaszi felében 14 bajnoki mérkőzésen hét alkalommal volt eredményes a magyar élvonalban. A 2018-2019-es szezon kezdetén fegyelmi okokból kikerőlt a csapat keretéből, összesen két bajnoki találkozón jutott szerephez. 2019 januárjában felbontották a szerződését. Január 17-én bejelentették, hogy a lengyel Jagiellonia Białystok csapatába igazolt. A lengyel csapatban hat bajnokin játszott, gólt nem szerzett, sérülés miatt hosszabb időt kellett kihagynia. 2020. január 7-én a japán élvonalban szereplő Sonan Bellmare jelentette be hivatalosan is a szerződtetését. A 2020–21-es szezonban 13 mérkőzésen 3 gólt szerzett a spanyol Málaga csapatában. 2021 nyarán a ciprusi AÉ Lemeszú csapatába igazolt.

### A válogatottban
A szerb válogatottban 2012. február 29-én mutatkozott be egy Ciprus elleni mérkőzésen. 2013. október 15-én első válogatott gólját is megszerezte.

#### Mérkőzései a szerb válogatottban
| #  | Dátum              | Ellenfél      | Eredmény | Kiírás              | Esemény |
| -- | ------------------ | ------------- | -------- | ------------------- | ------- |
| 1. | 2012. február 29.  | Ciprus        | 0 – 0    | barátságos mérkőzés |         |
| 2. | 2012. május 26.    | Spanyolország | 0 – 2    | barátságos mérkőzés | 76'     |
| 3. | 2012. május 31.    | Franciaország | 0 – 2    | barátságos mérkőzés |         |
| 4. | 2012. június 5.    | Svédország    | 1 – 2    | barátságos mérkőzés | 46'     |
| 5. | 2013. október 11.  | Japán         | 2 – 0    | barátságos mérkőzés | 59'     |
| 6. | 2013. október 15.  | Macedónia     | 5 – 1    | Vb-selejtező        | 62' 73' |
| 7. | 2013. november 15. | Oroszország   | 1 – 1    | barátságos mérkőzés | 64'     |
| 8. | 2014. március 5.   | Írország      | 2 – 1    | barátságos mérkőzés | 86'     |

## Családja
Édesapja, Slađan Šćepović a Partizan Belgrád játékosa, majd utánpótlás edzője, testvére, Marko Šćepović szintén válogatott labdarúgó, a ciprusi Omónia csatára, de korábban játszott a Partizánban, az Olimbiakószban, a Mallorcában és a Videotonbanis.

## Statisztika

### Klub
| Klub adat        | Klub adat      | Bajnokság     | Bajnokság | Országos kupa | Országos kupa | Nemzetközi kupa | Nemzetközi kupa | Playoff       | Playoff | Összesen      | Összesen |
| Klub             | Szezon         | Pályára lépés | Gól       | Pályára lépés | Gól           | Pályára lépés   | Gól             | Pályára lépés | Gól     | Pályára lépés | Gól      |
| ---------------- | -------------- | ------------- | --------- | ------------- | ------------- | --------------- | --------------- | ------------- | ------- | ------------- | -------- |
| OFK Beograd      | 2007–08        | 4             | 0         | 0             | 0             | —               | —               | —             | —       | 4             | 0        |
| OFK Beograd      | 2008–09        | 0             | 0         | 0             | 0             | —               | —               | —             | —       | 0             | 0        |
| OFK Beograd      | 2009–10        | 12            | 1         | 0             | 0             | —               | —               | —             | —       | 12            | 1        |
| OFK Beograd      | Összesen       | 16            | 1         | 0             | 0             | —               | —               | —             | —       | 16            | 1        |
| Mladi radnik     | 2008–09        | 2             | 0         | 0             | 0             | —               | —               | —             | —       | 2             | 0        |
| Sopot            | 2008–09        | 11            | 4         | 0             | 0             | —               | —               | —             | —       | 11            | 4        |
| Sampdoria        | 2009–10        | 2             | 0         | 0             | 0             | —               | —               | —             | —       | 2             | 0        |
| Club Brugge      | 2010–11        | 4             | 0         | 0             | 0             | 3               | 1               | —             | —       | 7             | 1        |
| Kortrijk         | 2010–11        | 5             | 1         | 0             | 0             | —               | —               | 3             | 0       | 8             | 1        |
| Hapóel Acre      | 2011–12        | 25            | 10        | 0             | 0             | —               | —               | 6             | 2       | 31            | 12       |
| Partizan Belgrád | 2012–13        | 14            | 7         | 1             | 0             | 10              | 1               | —             | —       | 25            | 8        |
| Asdód            | 2012–13        | 6             | 4         | 0             | 0             | —               | —               | 7             | 2       | 13            | 6        |
| Sporting Gijon   | 2013–14        | 39            | 23        | 0             | 0             | —               | —               | 2             | 0       | 41            | 23       |
| Celtic           | 2014–15        | 18            | 4         | 3             | 0             | 4               | 2               | 0             | 0       | 25            | 6        |
| Celtic           | 2015–16        | 1             | 0         | 0             | 0             | 0               | 0               | 0             | 0       | 1             | 0        |
| Getafe           | 2015–16        | 18            | 3         | 2             | 0             | —               | —               | 0             | 0       | 20            | 3        |
| Getafe           | 2016–17        | 25            | 3         | 0             | 0             | —               | —               | 0             | 0       | 25            | 3        |
| Karrier összes   | Karrier összes | 185           | 60        | 6             | 0             | 17              | 4               | 18            | 4       | 227           | 68       |

## Sikerei, díjai

### Klub
Celtic
- Skót bajnok (1): 2014–15
- Skót Ligakupa-győztes (1): 2014–15

Videoton
- Magyar bajnok (1) : 2017-18

### Egyéni
- Spanyol másodosztály, a hónap játékosa: 2013 szeptembere[31]

## jegyzetek
1. ↑  Šćepović potpisao za Sampdoriju (Šćepović signs for Sampdoria); Blic Sport, 2010. január 21.
2. ↑  „Baby rinforzo: dall'OFK Belgrado arriva Stefan Scepovic”, UC Sampdoria, 2010. január 21.. [2010. január 26-i dátummal az eredetiből archiválva] (Hozzáférés: 2010. január 22.) (olasz nyelvű)
3. ↑  Official: Club Brugge beat Juventus to signing of Stefan Scepovic from OFK Belgrade. Goal.com, 2010. július 9.
4. ↑  „Nieuwe aanwinst voor KV Kortrijk”, kvk.be, 2011. január 31. [halott link]
5. ↑  „Stefan Šćepović novi igrač Partizana!”, Hoboctи, 2012. június 7. (szerb nyelvű)
6. ↑  „Šćepović potpisao ugovor sa Partizanom i otišao na venčanje”
7. ↑  „Stefan Šćepović prešao u Sporting Hihon”, Tanjug.rs , 2013. július 17. (Hozzáférés: 2013. szeptember 2.) (serbian nyelvű) [halott link]
8. ↑  Los goles de Scepovic conducen al Sporting al liderato (spanish nyelven). Mundo Deportivo, 2013. szeptember 15. [2013. november 11-i dátummal az eredetiből archiválva]. (Hozzáférés: 2018. január 29.)
9. ↑  Liga de Fútbol Profesional: Prizes for the month’s best performers in Liga BBVA and Liga Adelante, 2013. október 22.
10. ↑  Scepovic es el 'rey' de Segunda (spanish nyelven). Marca, 2014. január 16.
11. ↑  The best from the first half. Liga de Fútbol Profesional, 2014. január 16.
12. ↑  „Gijón compra a Stefan Scepovic”, Marca, 2014. február 6. (Hozzáférés: 2014. február 10.) (spanish nyelvű)
13. ↑  „Scepovic, rojiblanco hasta 2018”, Diario AS, 2014. február 7. (Hozzáférés: 2014. február 10.) (spanish nyelvű)
14. ↑  „Celtic sign striker Stefan Scepovic, line up John Guidetti”, BBC Sport, 2014. szeptember 2. (Hozzáférés: 2014. december 3.)
15. ↑  „Celtic 2-1 Aberdeen”, BBC Sport, 2014. szeptember 13. (Hozzáférés: 2014. december 3.)
16. ↑  „Celtic 2-1 Astra Giurgiu”, BBC Sport, 2014. október 23. (Hozzáférés: 2014. december 3.)
17. ↑  „Celtic 2–0 Kilmarnock”, BBC Sport, 2014. október 26. (Hozzáférés: 2014. december 3.)
18. ↑  Wilson, Richard. „Dundee Utd 0-2 Celtic”, BBC Sport, 2015. március 14. (Hozzáférés: 2015. március 15.)
19. ↑  „Celtic 5-0 Inverness: Champions celebrate in style at Parkhead”, Sky Sports, 2015. május 24. (Hozzáférés: 2015. június 2.)
20. ↑  Lamont, Alasdair: Celtic striker Stefan Scepovic joins Getafe on loan. BBC Sport , 2015. augusztus 31. (Hozzáférés: 2015. augusztus 31.)
21. ↑  Scepovic regresa al Sporting (spanyol nyelven). Sporting Gijón, 2017. július 12. [2022. február 11-i dátummal az eredetiből archiválva]. (Hozzáférés: 2017. július 13.)
22. ↑  Videoton: szerződtették Marko Scsepovics bátyját – hivatalos (magyar nyelven). Nemzeti Sport. (Hozzáférés: 2018. január 31.)
23. ↑  Vidi: távozik az idősebb Scsepovics fivér – hivatalos (magyar nyelven). Nemzeti Sport. (Hozzáférés: 2019. január 15.)
24. ↑  Játékossors: Lengyelországban folytatja a Viditől távozó támadó – hivatalos
25. ↑  Átigazolások: megvan a válogatott, volt Vidi-csatár 15. klubja – Japánban, Nemzeti Sport Online, 2020. január 7.
26. ↑  Scepovic and his performance in Malaga: “Everything went very well”
27. ↑  Striker Stefan Scepovic joins Malaga on a free transfer until the end of the season
28. ↑  Stefan Scepovic firma por el AEL Limassol chipriota[halott link]
29. ↑  „Serbia finish with a flourish against FYROM”, UEFA, 2013. október 15. (Hozzáférés: 2015. június 2.)
30. ↑  S. Šćepović. Soccerway . (Hozzáférés: 2016. január 17.)
31. ↑  Liga de Fútbol Profesional: La LFP premia a los mejores del mes Prizes for the month's best performers in Liga BBVA and Liga Adelante

## További információ
- Stefan Šćepović adatlapja a Soccerway oldalon (angolul)
- Stefan Šćepović (magyar nyelven). hlsz.hu
- Stefan Šćepović (magyar nyelven). mlsz.hu
- Stefan Šćepović (angol nyelven). worldfootball.net
- Stefan Šćepović (angol nyelven). national-football-teams.com